# Artère cérébelleuse supérieure

Principales artères du cervelet.

Pour les articles homonymes, voir Artère cérébelleuse, pica et SCA.
L'artère cérébelleuse supérieure (ou SCA, sigle de son nom anglais) est une artère du cervelet. C'est une branche collatérale, paire, de l'artère basilaire, qui est impaire. Cette artère est mise en cause dans la survenue de névralgie du trijumeau.